# フランチェスコ・ビッソロ
フランチェスコ・ビッソロ（Francesco Bissolo、Pier Francesco Bissolo　とも、 1470年から1472年の間の生まれ、 1554年4月20日に没）は、盛期ルネサンスのイタリアの初期ヴェネツィア派の画家である。

## 略歴
ヴェネツィアの北にあるトレヴィーゾで画家の息子に生まれた。ヴェネツィア派の画家、ジョヴァンニ・ベッリーニ(c.1430-1516)の弟子・助手であったことが有名であるが、はじめトレヴィーゾの画家、ジローラモ・ダ・トレヴィーゾ(イル・ヴェッキオ)(Girolamo da Treviso il Vecchio:1451-1497)から絵を学んだとされている。
1490年からヴェネツィアのベッリーニの工房に入り、1492年にはヴェネツィアのドゥカーレ宮殿の評議員の間の装飾画の制作にベッリーニの助手として参加した。
16世紀に入る頃から、ベッリーニのスタイルにジョルジョーネ(1477/1478-1510)やボッカチオ・ボッカチーノ(c.1467-1525)などのスタイルを折衷するようなスタイルになった。
作品にはヴェネツィアのレデントーレ教会のために描かれ、現在のヴェネツィアのアカデミア美術館に収蔵されている「聖カタリナの黄金の冠を茨の冠に替えるキリスト」などがある。

## 作品

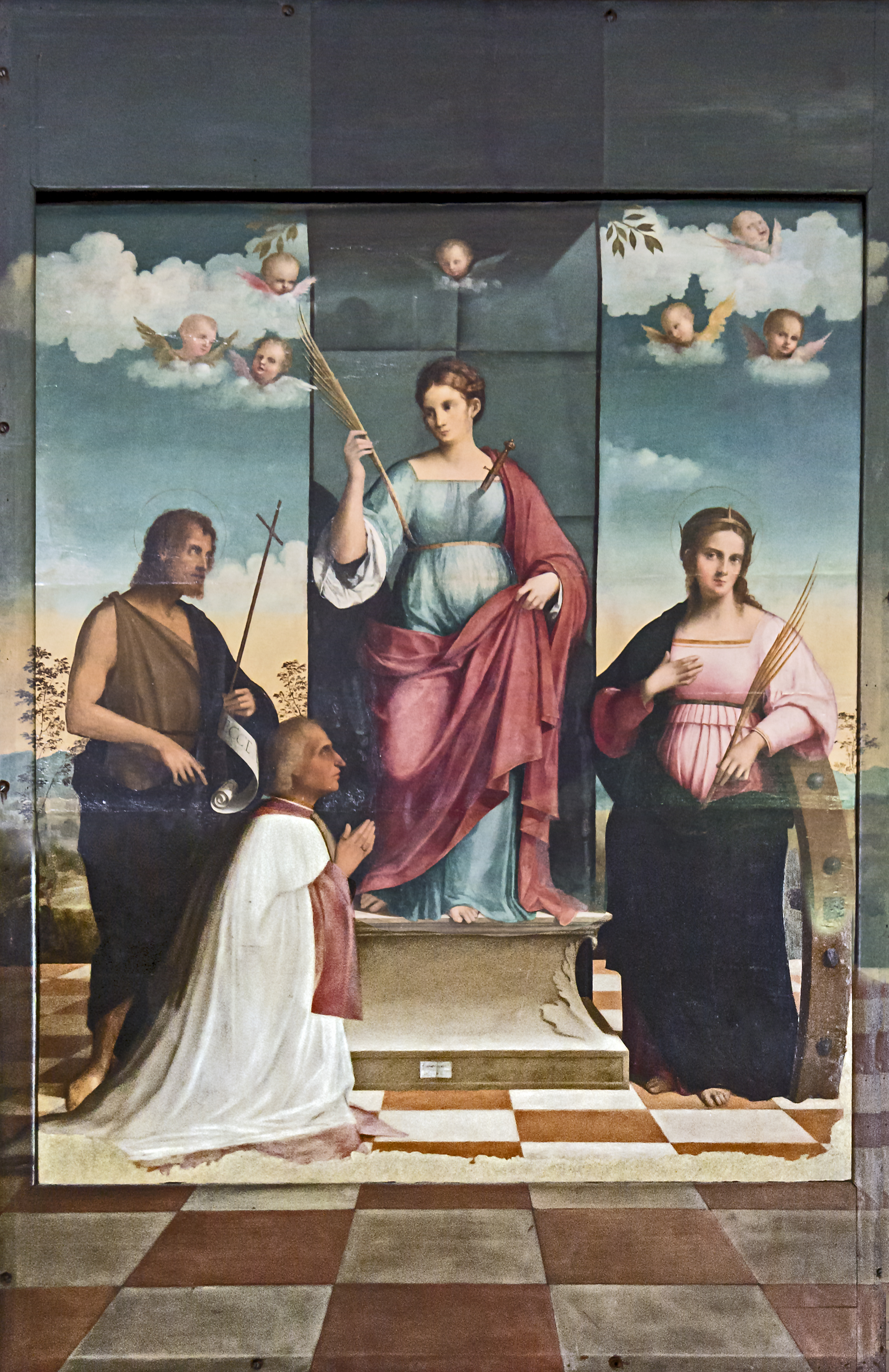
トレヴィーゾ聖堂装飾画
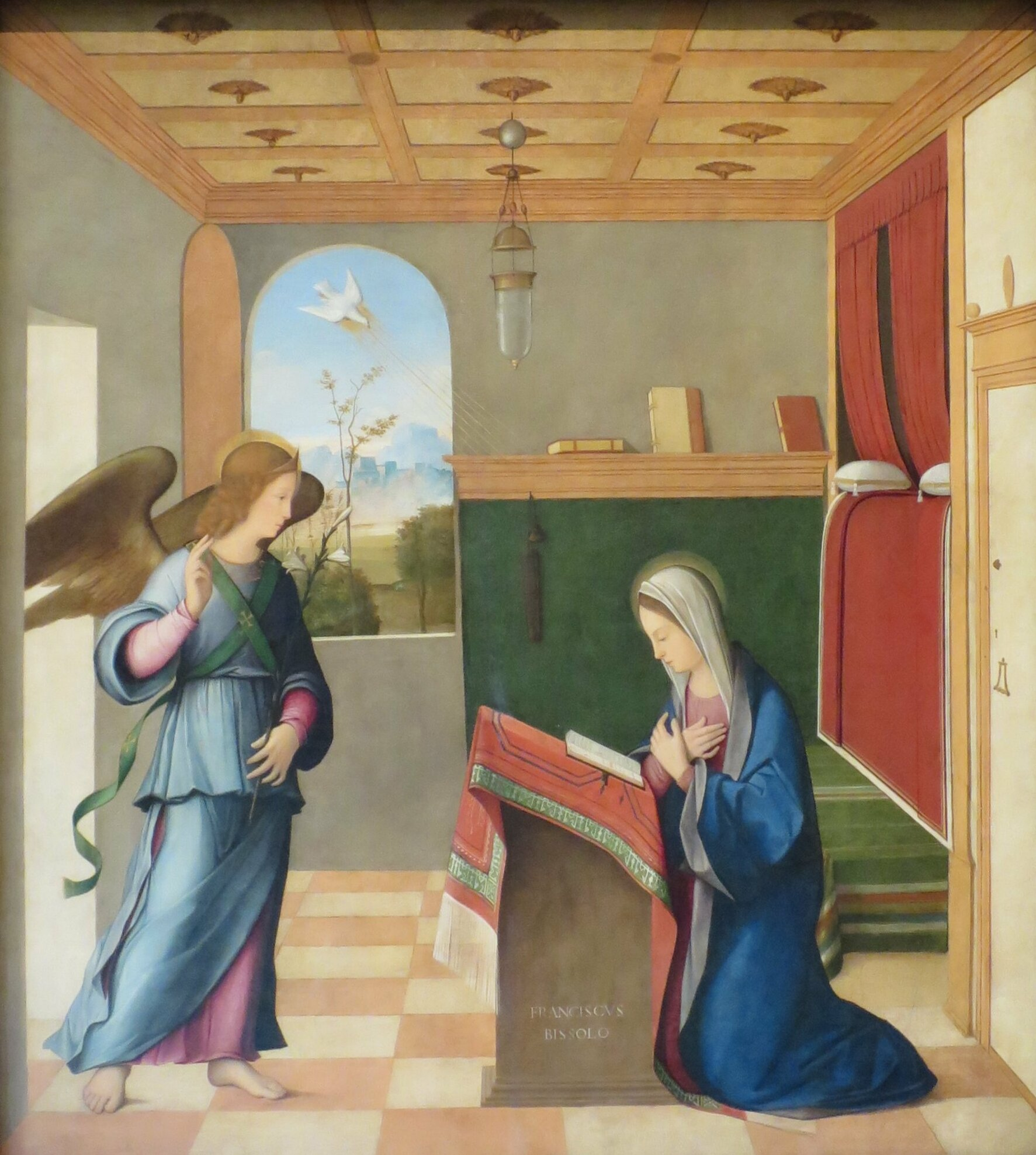
受胎告知 ノートン・サイモン美術館蔵

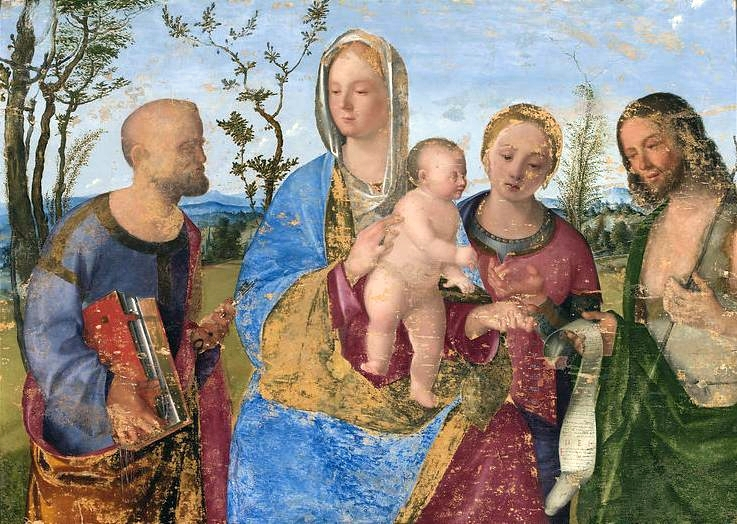
聖カタリナの結婚 ワルシャワ国立美術館蔵
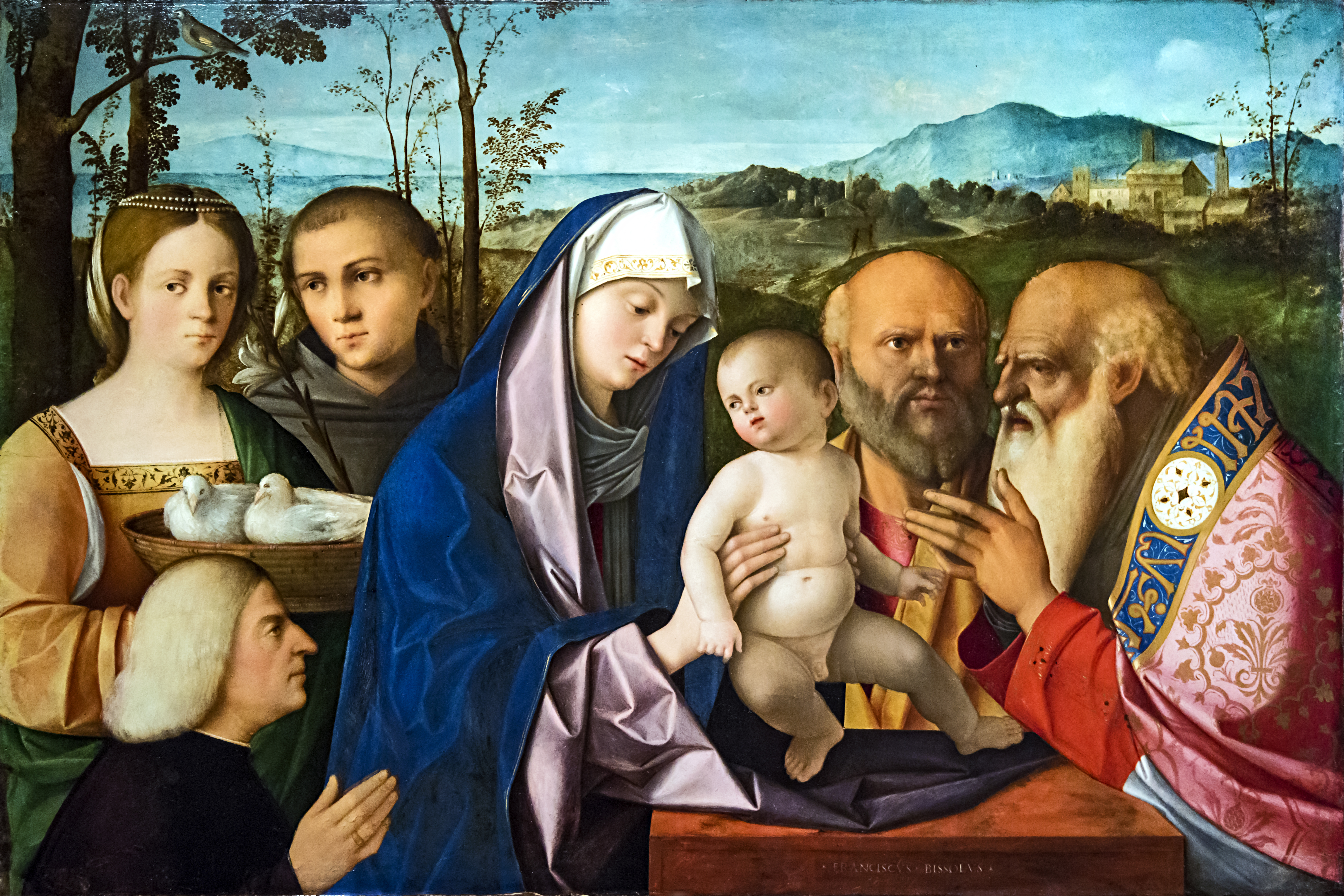
キリストの神殿奉献 アカデミア美術館
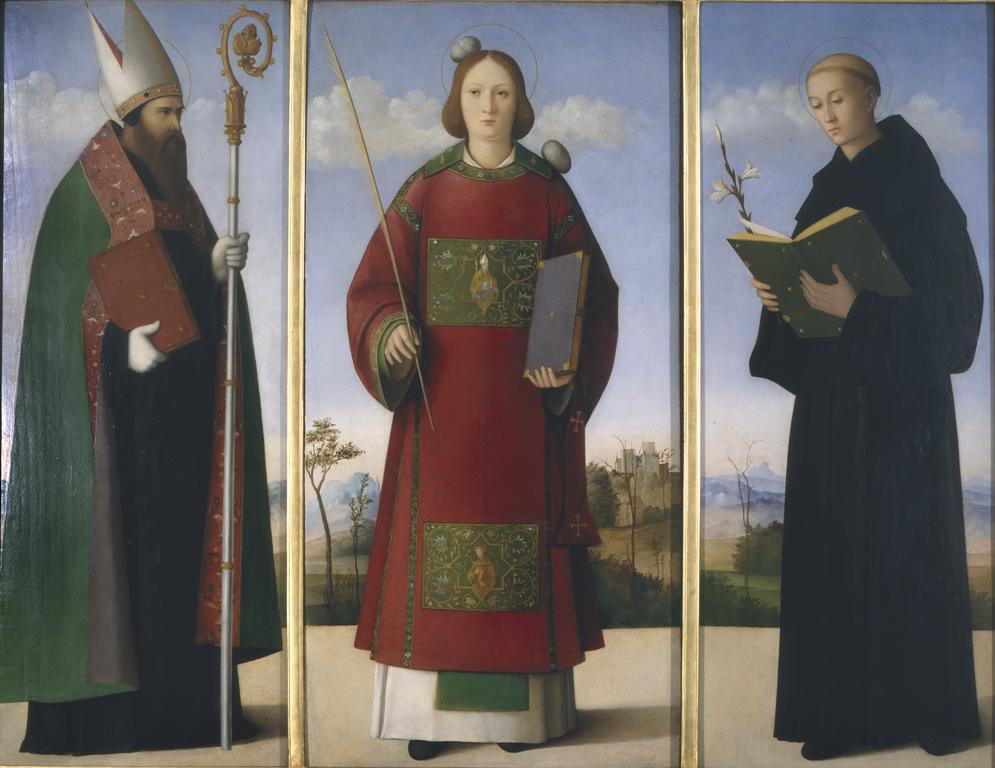
Trittico di Santo Stefano con i santi Agostino e Nicola da Tolentino (1510) ブレラ美術館蔵